# Tanzilla River
Der Tanzilla River ist ein rechter Nebenfluss des Stikine River im Nordwesten der kanadischen Provinz British Columbia.

## Flusslauf
Der Tanzilla River entspringt 40 km südöstlich von Dease Lake auf einer Höhe von etwa 1700 m auf dem Tanzilla-Plateau, einem Teil des Stikine-Plateaus. Der Tanzilla River fließt anfangs in nordwestlicher Richtung nach Dease Lake, wo er sich nach Westsüdwest und später nach Südwesten wendet. Der British Columbia Highway 37 führt 6 km entlang dem Fluss. Die Telegraph Creek Road zwischen den Orten Telegraph Creek und Dease Lake verläuft westlich von Dease Lake entlang dem unteren Flusslauf. Der Tanzilla River mündet schließlich 50 km südwestlich von Dease Lake in den Stikine River. Die Mündung liegt im Bereich des Grand Canyon of the Stikine.
Der Tanzilla River hat eine Länge von etwa 120 km. Er entwässert ein Areal von ungefähr 1800 km². Der mittlere Abfluss 25 km oberhalb der Mündung lag im Jahr 1965 bei 13,7 m³/s. Die höchsten monatlichen Abflüsse treten gewöhnlich im Juni auf und liegen bei etwa 65 m³/s (Pegeldaten 1959/1966).